# Arno Hennig
Arno Hennig (* 24. Januar 1897 in Wolkau; † 26. Juli 1963 in Schlangenbad) war ein deutscher Politiker der SPD.

## Leben und Karriere
Arno Hennig besuchte die Volksschule und das Progymnasium in Hainichen und legte ein Privatabitur ab. Er besuchte das Lehrerseminar in Frankenberg/Sa. und studierte Pädagogik, Kunstwissenschaft und Naturwissenschaften an der Universität Würzburg. In den Jahren 1916 bis 1928 arbeitete er an verschiedenen Schultypen als Lehrer. Hennig, der bereits 1920 der SPD beigetreten war, arbeitete seit 1928 als Parteisekretär hauptamtlich für die SPD, vor allem im Großraum Groß-Dresden. Nach der Machtergreifung der Nationalsozialisten 1933 und dem folgenden Verbot der SPD arbeitete er als Vertreter für naturwissenschaftliche Lehrmittel. Er wurde mehrfach inhaftiert.
Nach dem Zweiten Weltkrieg wurde er zunächst Dezernent für Kultur und dann Oberbürgermeister von Freital. Seit November 1945 gehörte er dem engeren Landesvorstand der SPD Sachsen an. Im Jahr 1946 wurde er abgesetzt, da er ein Gegner der Zwangsvereinigung mit der KPD war, und floh nach Westdeutschland. Dort wurde er Kulturreferent beim SPD-Parteivorstand in Hannover. Bei der ersten Bundestagswahl 1949 wurde er im Wahlkreis Göttingen – Münden in den Deutschen Bundestag gewählt. Er war stellvertretender Vorsitzender des Bundestagsausschusses für Kulturpolitik. Bei der Bundestagswahl 1953 unterlag er dem FDP-Kandidaten Walter Drechsel. Da er auf der SPD-Landesliste mit Platz 18 nicht hinreichend abgesichert war, schied er aus dem Bundestag aus.
Bereits am 2. Dezember 1953 wurde er als Nachfolger von Ludwig Metzger zum Minister für Erziehung und Volksbildung in Hessen ernannt. Mit der Regierungsneubildung am 29. Januar 1959 schied er aus der Landesregierung aus. Zu seinen Erfolgen gehörte die Unterstützung der Gründung der Kasseler Kunstausstellung documenta. Von 1954 bis zur Mandatsniederlegung zum 28. Februar 1961 gehörte er dem hessischen Landtag an. Als Nachrücker trat Hans Reucker in den Landtag ein.
Im Jahr 1949 war er Mitglied der ersten und 1959 der dritten Bundesversammlung.
Die Universität Gießen verlieh ihm im Jahr 1957 die Ehrendoktorwürde.

## Werke
- Sozialistische Kulturpolitik, Hamburg 1946
- Kulturkrise, 1947